# 里昂群
里昂群，或作Ly，是群論上的一個有限單群，為26個散在群之一。理查德‧里昂(Richard Lyons)在1970年時提出此群的存在性。
里昂群的階為
    28 · 37 · 56 · 7 · 11 · 31 ·  37 · 67
= 51765179004000000
≈ 5 · 10 16 .
在單群中，里昂群的階是唯一能使其一些對合的中心化子與11階交错群 A11藉循環群 C2進行的非顯然中心擴張(central extension)同構者。
這個群的存在性和在同構方面的唯一性，已藉由一個混合輪換群理論和C. C. Sims.的一個「聰明」的機械運算法所證明，故此群又被稱作里昂─西姆斯群(Lyons-Sims group)，或作LyS。
當麥克勞林群被發現時，人們注意到它其中一個對合的中心化子是交錯群A8的完美雙覆蓋群。這使得人們開始考慮其他交錯群An的雙覆蓋群是否也可能是某些單群其對合的中心化子。n≤7的狀況由布勞爾－鈴木定理(Brauer-Suzuki theorem)否決，n=8的狀況引致麥克勞林群，n=9的情況為茲沃尼米爾‧揚科(Zvonimir Janko)所否證，里昂自己否證了n=10的情況，之後他在n=11的情況下，發現了里昂群，至於n≥12的情況，則為約翰‧湯普森(John Griggs Thompson)與羅納德‧索羅蒙(Ronald Solomon)所否證。
在有五個元素的域上，里昂群可以111維模表示法(Modular representation)更清楚地進行描述，或以生成元以及各元素關係的方法表示，可見Gebhardt (2000)以知其例。
里昂群是六個被稱為賤民群(pariahs)的散在群之一，所謂的賤民群就是非怪獸群子群的散在群(因為怪獸群的階不能為37或67所除盡)。

## 參照
- R. Lyons, Evidence for a new finite simple group, J. Algebra 20 (1972) 540-569 and 34 (1975) 188-189.
- Volker Gebhardt, Two short presentations for Lyons' sporadic simple group, Experimental Mathematics, 9 (2000) no. 3, 333-338.

## 外部連結
- MathWorld: Lyons group （页面存档备份，存于）
- Atlas of Finite Group Representations: Lyons group （页面存档备份，存于）